# Mondreville (Yvelines)
Mondreville ist eine Gemeinde im französischen Département Yvelines in der Region Île-de-France. Sie gehört zum Kanton Bonnières-sur-Seine im Arrondissement Mantes-la-Jolie. Die Bewohner nennen sich Mondrevillois oder Mondrevilloises.

## Geographie
Sie grenzt im Norden und Osten an Longnes, im Südosten an Flins-Neuve-Église, im Süden an Tilly, im Südwesten an Le Mesnil-Simon und im Nordwesten an Gilles.

## Bevölkerungsentwicklung
| Jahr      | 1962 | 1968 | 1975 | 1982 | 1990 | 1999 | 2008 | 2013 |
| --------- | ---- | ---- | ---- | ---- | ---- | ---- | ---- | ---- |
| Einwohner | 91   | 98   | 132  | 131  | 330  | 348  | 353  | 406  |

## Sehenswürdigkeiten

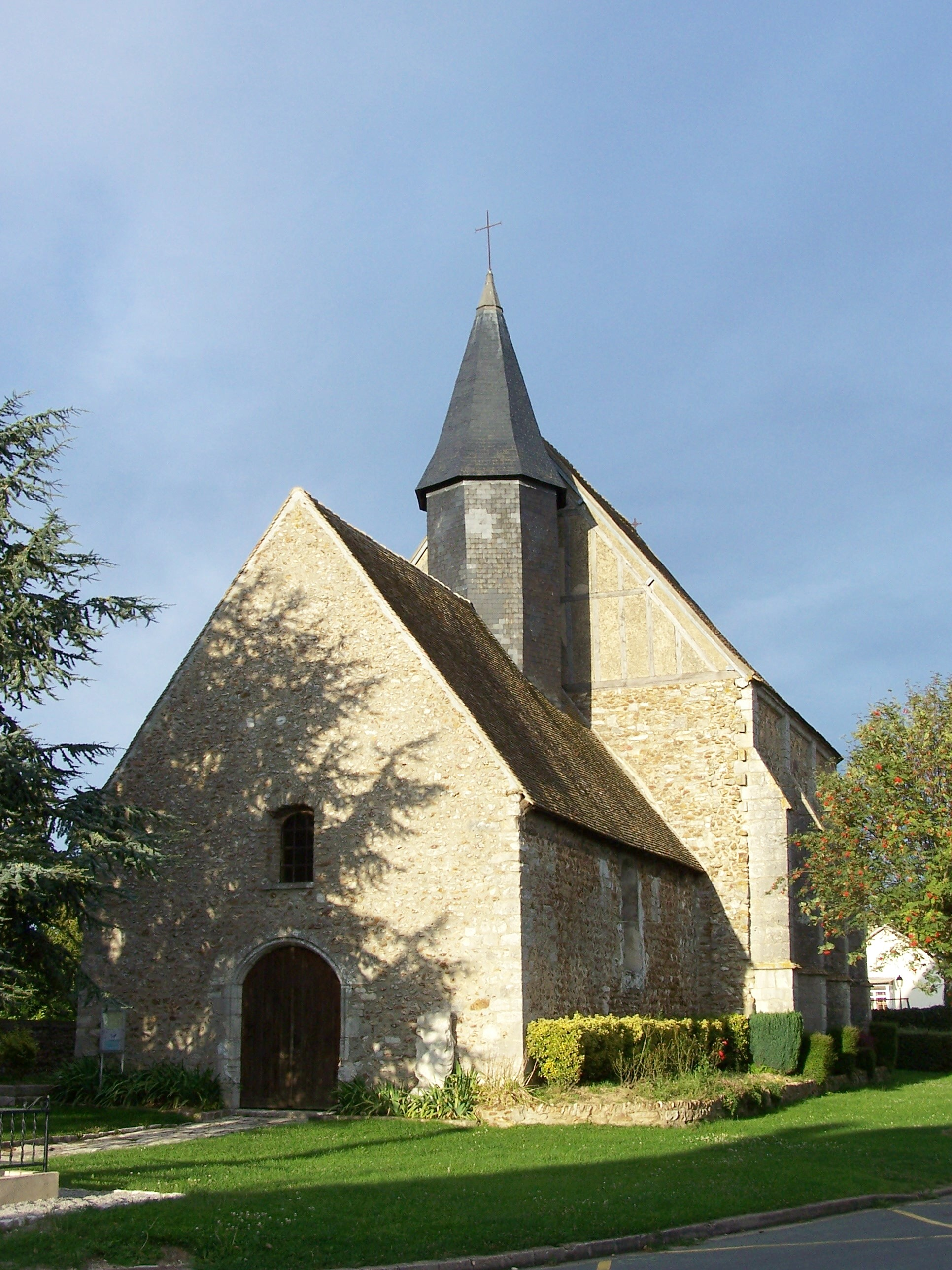
Kirche Saint-Christophe
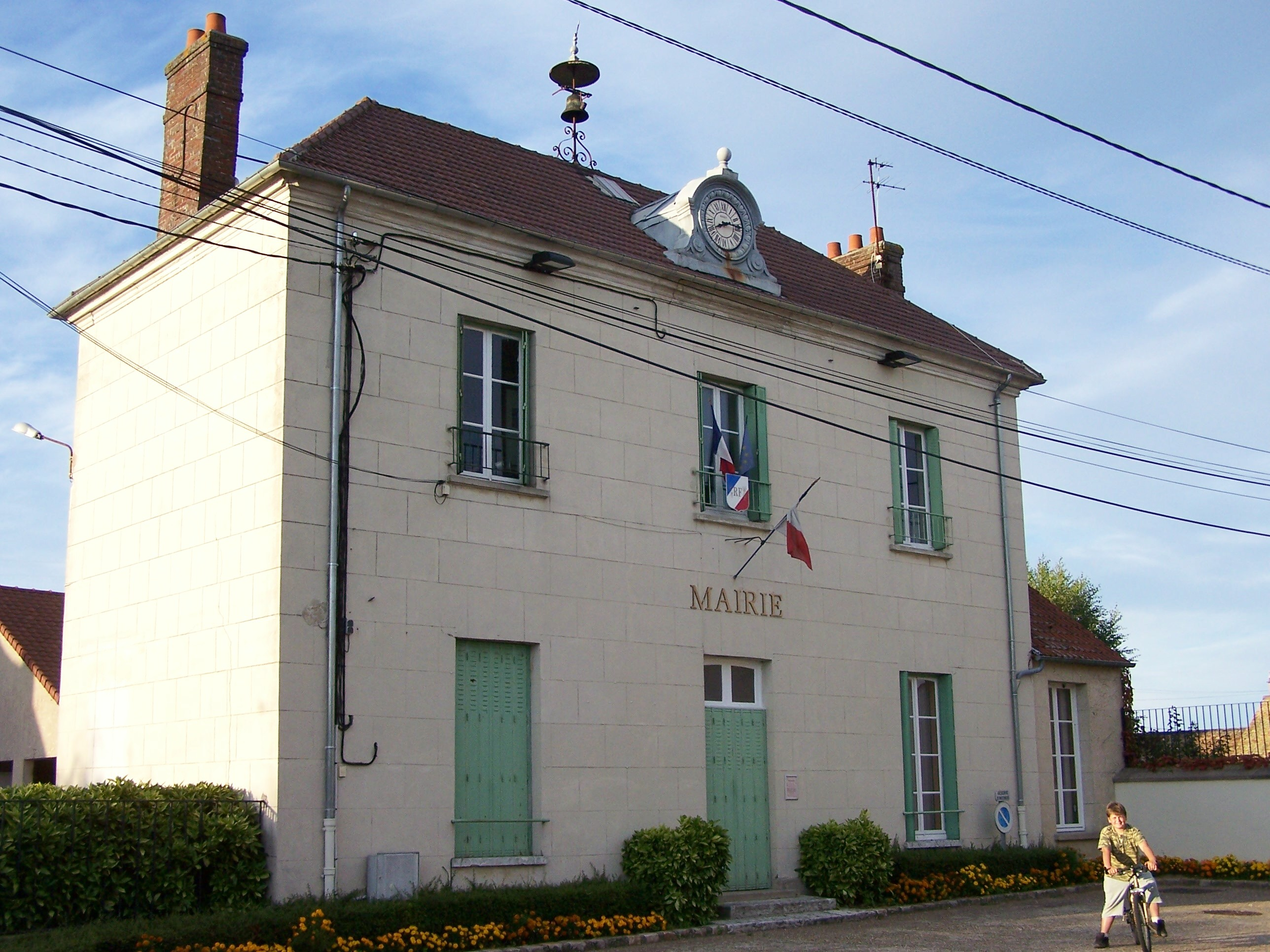
Kriegerdenkmal

- Kirche Saint-Christophe
- Mairie (Rathaus)